# Therobia
Therobia es un género de moscas de la familia Tachinidae.

## Especies
- Therobia composita (Séguy, 1925)
- Therobia vesiculifera Bezzi, 1928
- Therobia vulpes (Séguy, 1948)